# 7월 22일 (영화)
《7월 22일》(영어: 22 July)은 2018년 공개된 다큐드라마 영화이다. 폴 그린그래스가 감독과 각본을 맡았다. 2011년 7월 22일, 실제 발생한 노르웨이 테러 이후 상황을 그린 작품이다. 2018년 10월 10일, 넷플릭스를 통해 공개될 예정이다. 제75회 베네치아 국제 영화제(2018) 경쟁부문 진출작이다.

## 출연

### 주연
- 쏜뵨 하르
- 앤더스 다니엘슨 리
- 라스 아렌츠-핸슨

### 조연
- 존 오이가르덴
- 안네케 폰 데 리페

## 같이 보기
- 2011년 노르웨이 테러